# 散曲
散曲是元代以降中國所流行、配上歌詞的樂曲，與雜劇合稱為元曲。散曲與雜劇不同的是，散曲唱而不演，用作清唱，不能扮演。

## 興起原因
元代散曲的興起，源於詞的衰落與文體本身的發展。宋室南渡，漢族傳統文化中心南移，在北方宋詞減弱了勢力，民間俗謠俚曲於是大量湧現，而為文人創作所吸收。
散曲的興起源於外樂的影響。當時外樂番曲傳入，而南北語音不同，俗語方言互異，因此北方需要一種新的詩體。
散曲的興起，亦源於元代漢族知識分子遭受歧視，士人藉散曲抒發其抑鬱感慨之懷。

## 體制
體制上散曲分小令、帶過曲和套數三種。

### 小令
小令形式短小，語言精鍊，是單行曲子。小令的字數、句數、句子長短、用字平仄、押韻位置、韻腳，都按曲牌規定，另有題目。小令常用襯字，在曲牌規定的正文之外可自由加添，襯字用小字以示不同。
音樂上，小令曲譜有定調，每首小令隸屬某一宮調。音律上，曲用韻較寬，平上去三聲可以互協，全曲須一韻到底。作曲使用仄聲字，要嚴格區分上聲和去聲。
与宋词小令的区别：
宋词小令有字数限制，一般字数在58字以内的称为小令，而元曲小令没有严格的字数要求，只要没有多个曲牌都称为小令。

### 帶過曲
作者作完一曲，意猶未盡，可取音律互相銜接的曲調續成，這就是帶過曲。如兩調不足，可增加到三調；如三調仍不足，一般不可再加，應改為散套。

### 套數
套數又稱套曲、散套，由若干個同一宮調的曲牌，按一定次序聯綴起來，編排聯貫而成，歌詠一個中心內容或故事片段，只供清唱，不夾說白，唱而不演。
套數通常用一兩首小曲開端，中間調數不限，每套套曲最後須有「尾聲」或「煞調」結尾，表示全套音樂終結。全套各曲牌必須一韻到底。

### 曲牌
曲牌為填寫該散曲所依據的樂譜及定式，決定該曲的曲調、唱法、字數、句數、句子長短、平仄及韻腳等。

### 宮調
宮調即音律風格及調子，不同宮調有不同的聲情及樂曲調式，決定樂曲聲調的高低及節奏的緩急。

## 特色
風格上，散曲貴暢達，多用賦體、白描手法，富有意境。文字上散曲不避俗語，文字較淺，自然活潑。情感上散曲悲喜兼至，莊諧雜出，內容或稍卑俗。

## 主要作家
散曲主要作家有關漢卿、馬致遠、白樸、鄭光祖等。

## 主要研究者
近現代關於散曲的主要研究者，有吳梅、任中敏、盧前、鄭騫、曾永義、趙義山等。